# Старово-Подгороднє
Старово-Подгороднє (рос. Старово-Подгороднее) — присілок в Бежецькому районі Тверської області Російської Федерації.
Населення становить 132 особи. Входить до складу муніципального утворення місто Бежецьк.

## Історія
Від 2005 року входить до складу муніципального утворення місто Бежецьк.

## Населення
| 2010 |
| ---- |
| 132  |